# حميد بصالح
حميد بصالح سياسي جزائري، شغل منصب وزير البريد و تكنولوجيات الإعلام و الاتصال بحكومة أويحيى الثامنة.